# Lemon Sky
Ne doit pas être confondu avec Lemon Sky Studios.
Pour plus de détails, voir Fiche technique et Distribution.
Lemon Sky est un téléfilm américain de Jan Egleson diffusé en 1988, adapté de la pièce homonyme écrite en 1970 par Lanford Wilson.

## Synopsis
Un adolescent récemment sorti du lycée déménage à San Diego, en Californie, dans les années 1950 pour vivre chez son père et son étrange famille.

## Distribution
- Kevin Bacon : Alan
- Tom Atkins : Douglas
- Lindsay Crouse : Carol
- Kyra Sedgwick : Carol
- Casey Affleck : Jerry